# 柬埔寨签证政策
在大部分情况下，外国人进入柬埔寨之前，需要事先办理并出示签证才能入境，除非该国已经与他国签订免签协议。所有外国人持有的护照有效期不得少于6个月，且需要有1页护照签证页。

## 签证政策地图

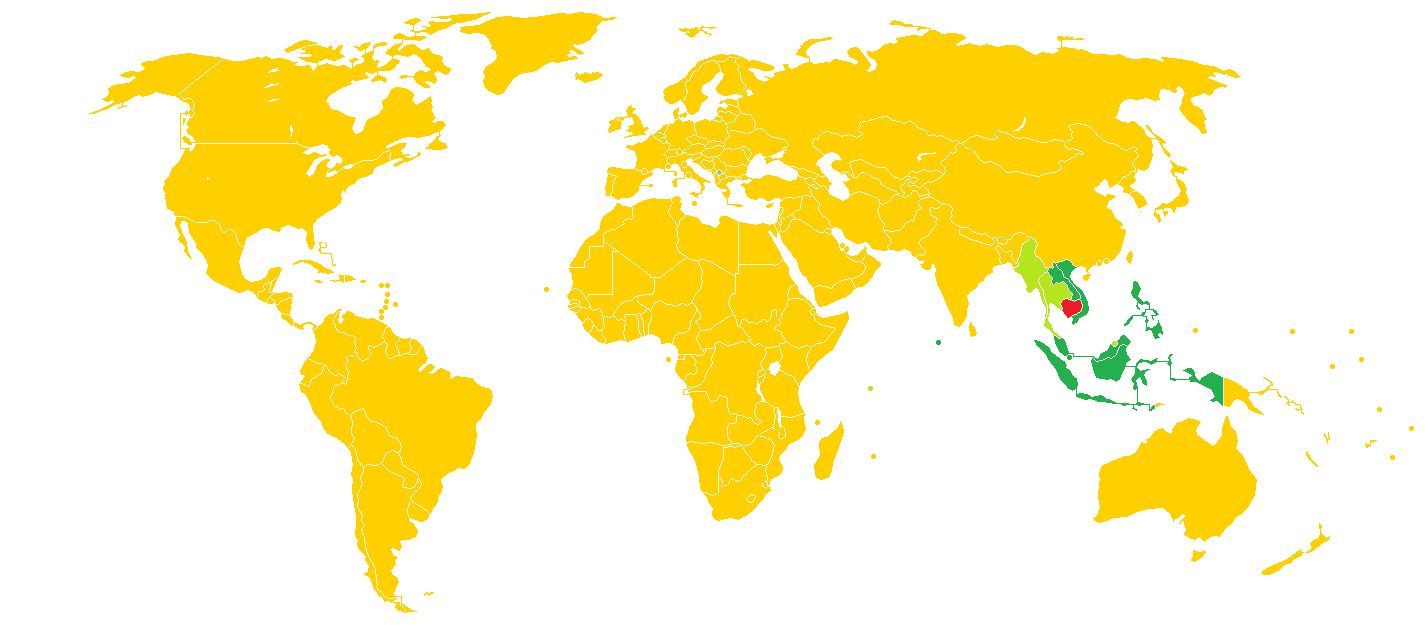
柬埔寨签证政策
柬埔寨
免签证(30天)
免签证(14或15天)
落地签证或电子签证
极高概率拒绝入境

## 免签证

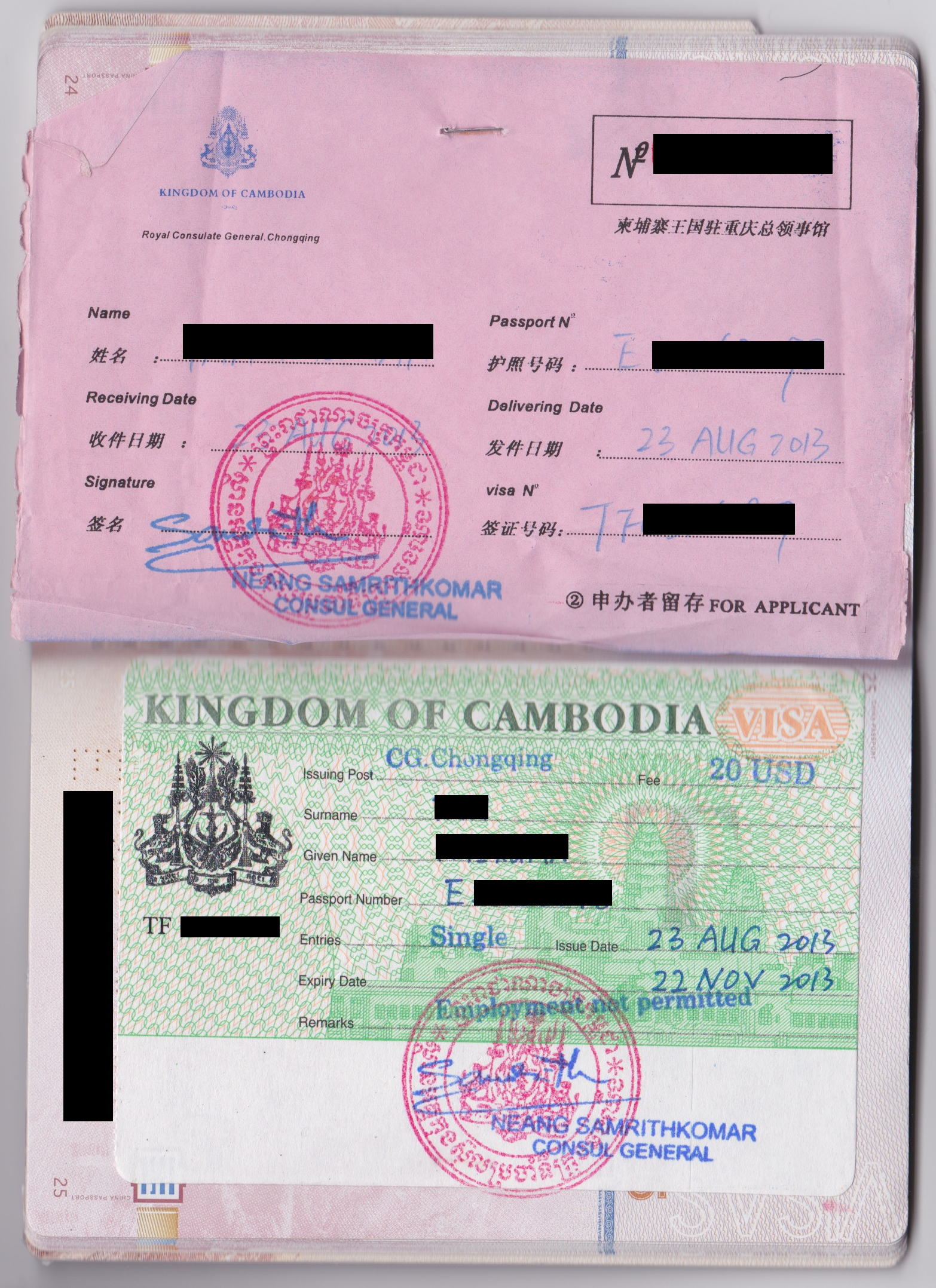
2013年签发给中国公民的柬埔寨签证

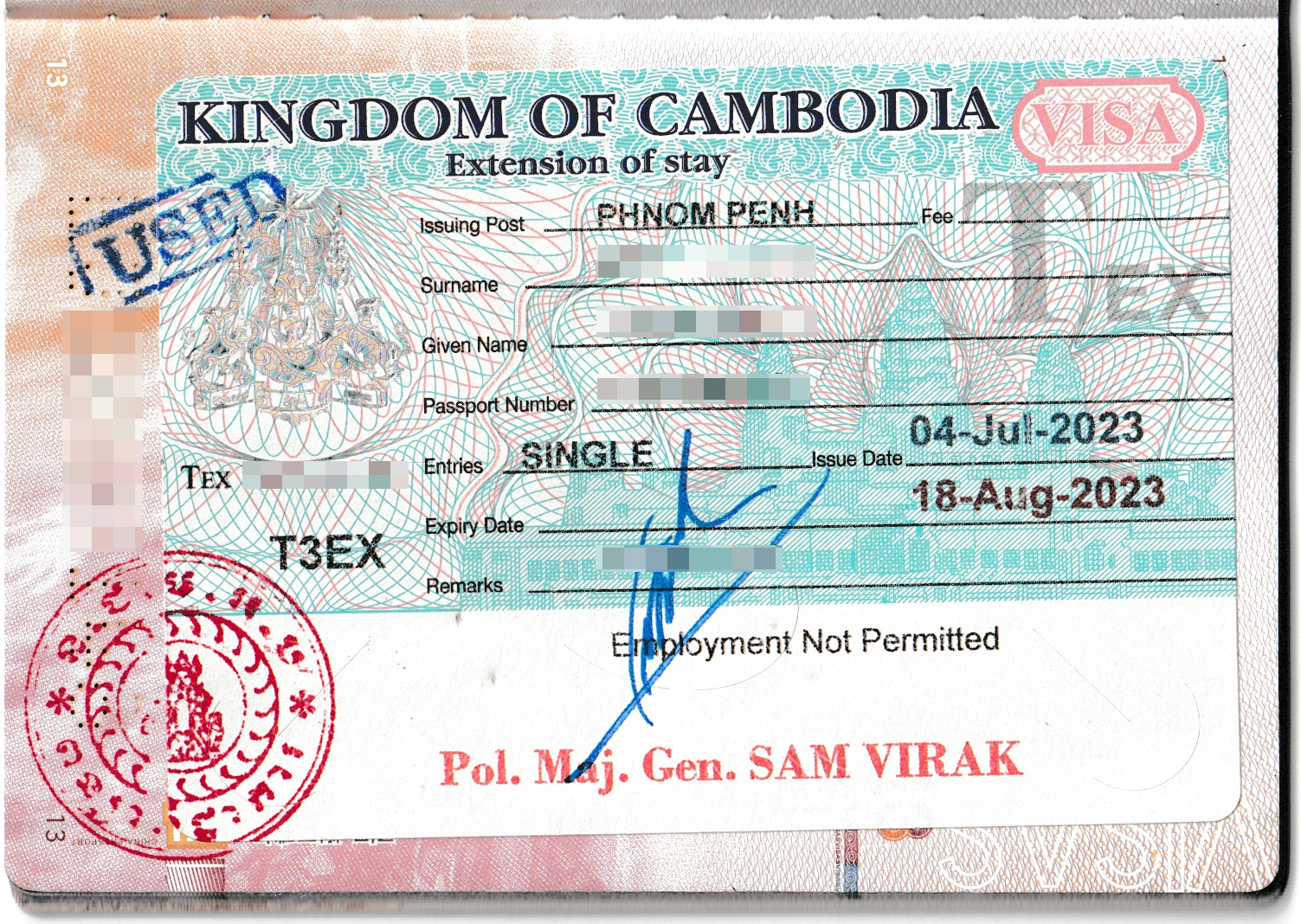
2023年由金边签发给中国公民的柬埔寨签证延期贴纸

以下10个国家的普通护照持有人均可以以免签证的形式入境柬埔寨，期限为30天（除非另有注明，除塞舌爾以外的9個國家均为东盟成员国）：
| - 印度尼西亞 - 马来西亚 - 菲律賓（21天） - 新加坡 - 泰國（14天） - 越南 - (14天） - 塞舌尔 (14天） |

另外，持巴西、文莱、保加利亚、中国、古巴、厄瓜多尔、匈牙利、印度、印度尼西亚、伊朗、日本、老挝、马来西亚、蒙古、缅甸、秘鲁、菲律宾、俄罗斯、塞舌尔、新加坡、斯洛伐克、韩国、泰国和越南外交或公务护照者均可以以免签证的形式入境柬埔寨。
持中国公务普通护照须办理签证才可入境柬埔寨。

## 落地签证

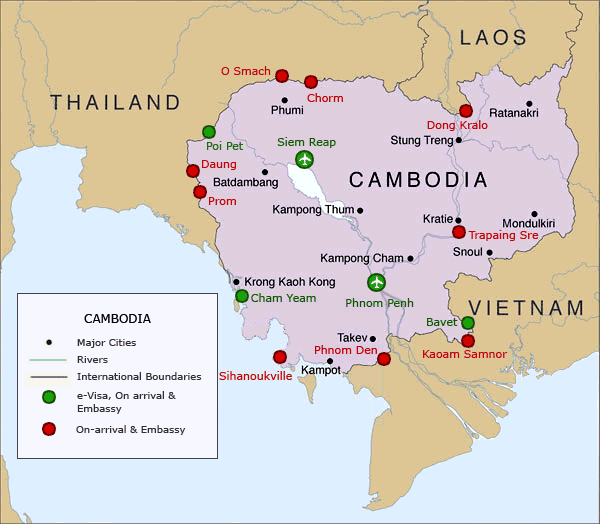
可以使用落地签证或电子签证的口岸地图
[https://www.google.com/maps/d/edit?mid=zn2lpfogc40k.kzJfqZZhASyI Google地图上的互动版本

前往柬埔寨的访客可以申请旅游（30美元）或商务（35美元）的落地签证，最多可停留30天并允许申请延期。

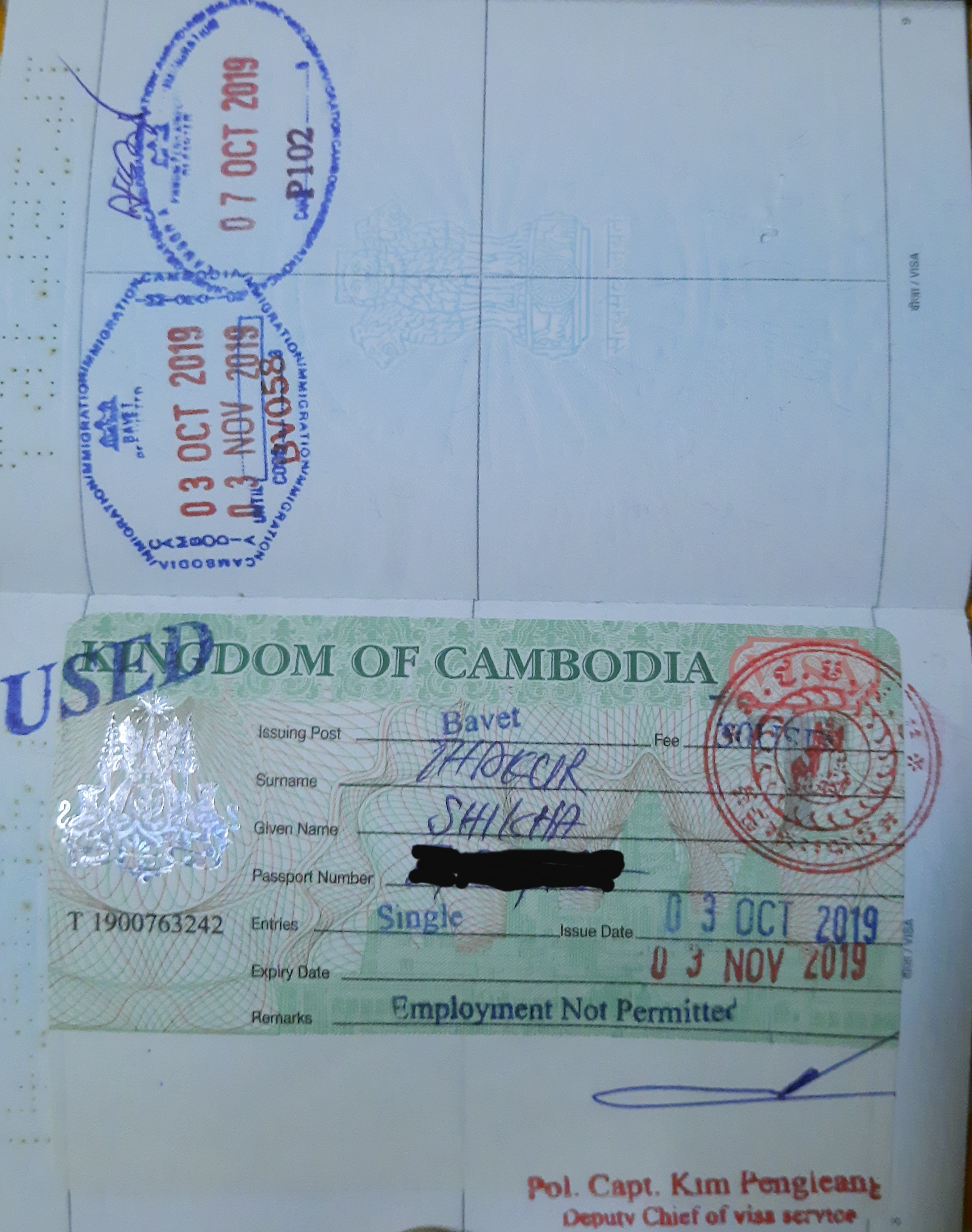
印度护照上的柬埔寨落地签证及出入境章

## 电子签证

柬埔寨电子签证官方logo

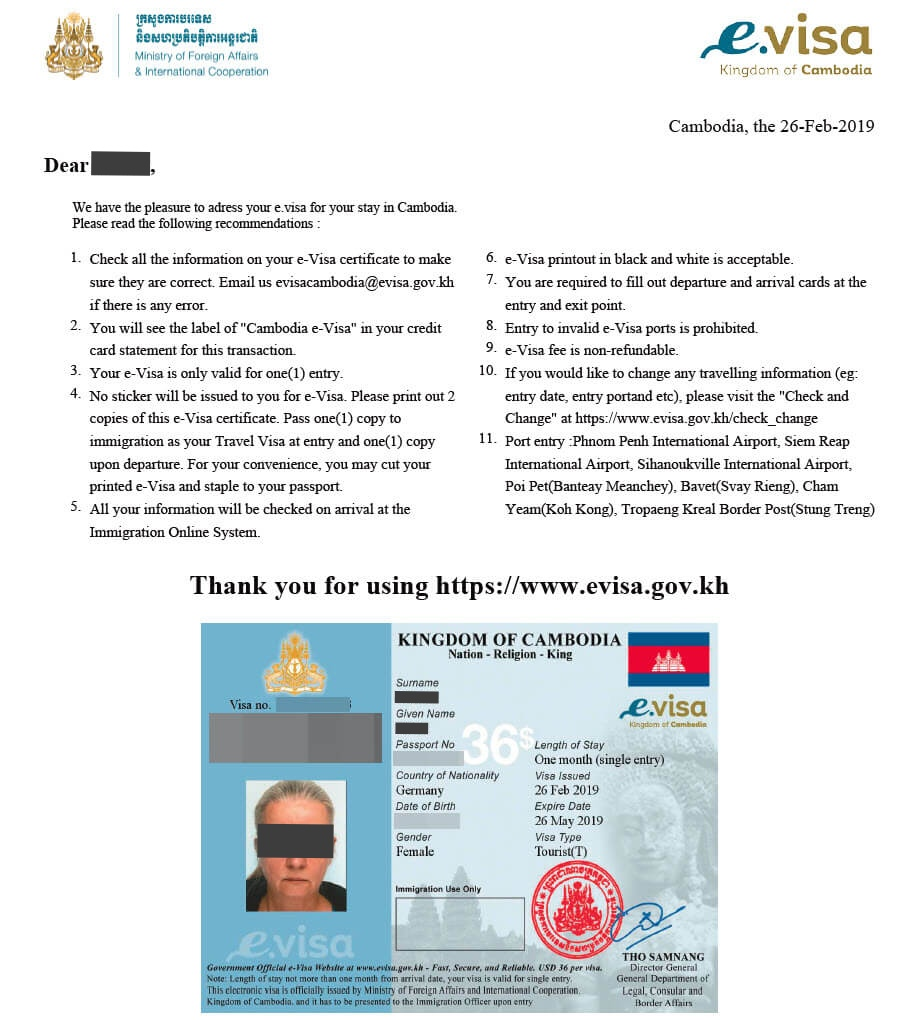
附有柬埔寨电子签证的准签信

除 阿富汗、 、 巴基斯坦、以及 叙利亚以外，所有访客都可以在抵达前在线申请电子签证，费用为36美元。签证仅限以旅游为目的单次入境，最多可停留30天。
电子签证持有人可从以下口岸入境：
- 金边国际机场
- 暹粒国际机场
- 西哈努克國際機場
- Cham Yeam（戈公省，由泰国入境）
- 波贝（班迭棉吉省，由泰国入境）
- 巴韦市（柴桢省，由越南入境）
- Trapeang Kriel（上丁省，由老挝入境from Laos）

## 过境
柬埔寨不提供过境签证。

## 其他入境条件
所有一日游的旅客，不得从金边国际机场出入境。另外，阿富汗、阿尔及利亚、孟加拉国、伊朗、伊拉克、巴基斯坦、沙特阿拉伯、斯里兰卡和苏丹的公民在办理入境手续时还需要出示回程机票。